# Croix de Lézinnes
La croix de Lézinnes est une croix située à Lézinnes, en France.

## Localisation
La croix est située dans le département français de l'Yonne, sur la commune de Lézinnes.

## Historique
L'édifice est inscrit au titre des monuments historiques en 1930.